# ایکوارا
ایکوارا (به پرتغالی: Aiquara) یک سکونتگاه مسکونی در برزیل است که در باهیا واقع شده‌است.